# Kunštát
Kunštát (deutsch: Kunstadt) ist eine Stadt im Okres Blansko in Tschechien. Sie liegt 11 km westlich von Boskovice.

## Geschichte

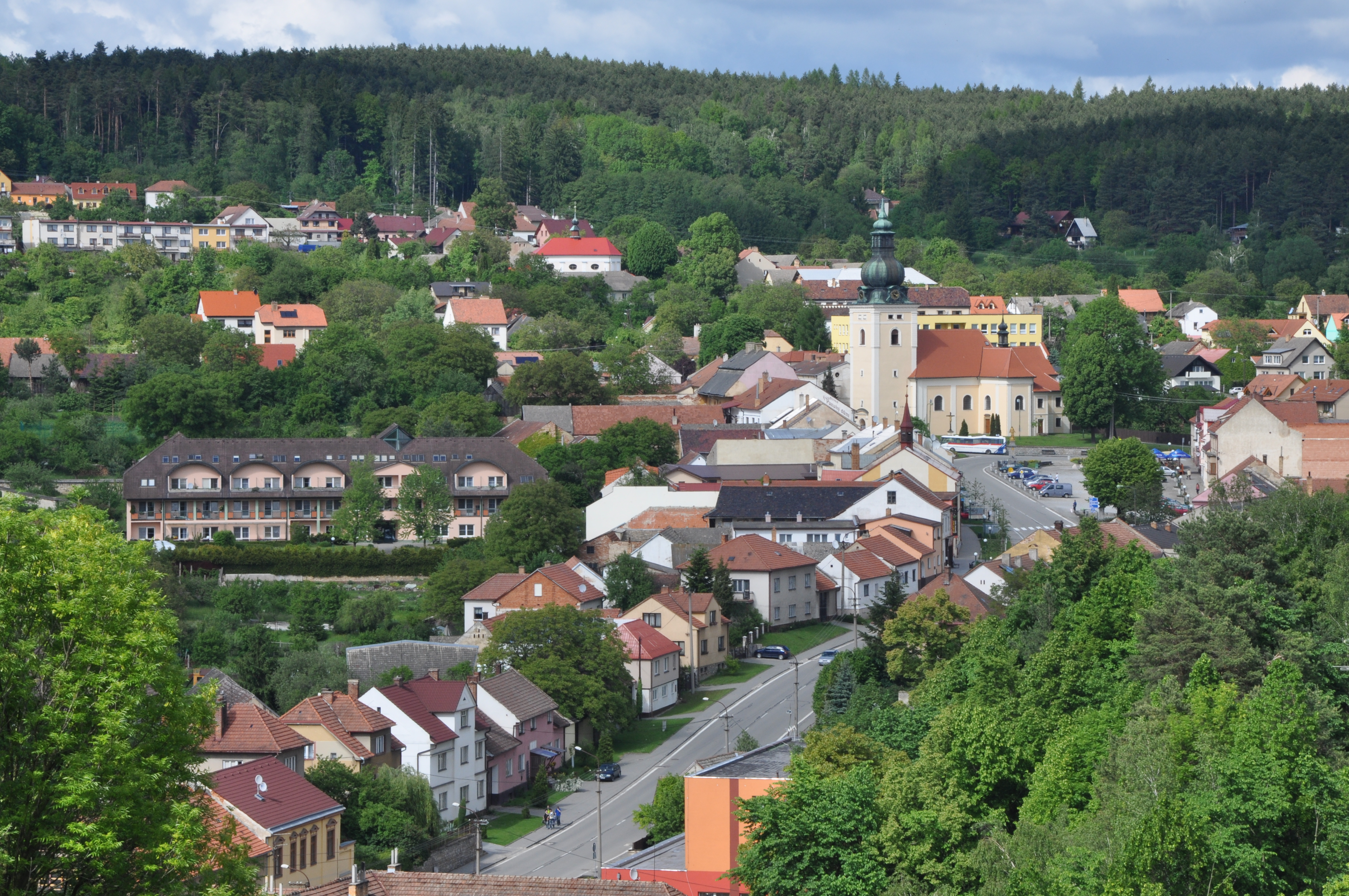
Blick auf Kunštát vom Schloss

Kunstadt wurde erstmals 1281 erwähnt. Es gehörte damals dem Olmützer Kämmerer Kuna von Zbraslav und Kunstadt, der für die Jahre 1250–1295 belegt ist. Er begründete den Familienzweig Kuna (Kunova linie), von dem sich der Geschlechtername der Herren von Kunstadt ableitet, der auf alle nachfolgenden Familienzweige u. a. auch auf die böhmische Linie der Herren von Podiebrad, übertragen wurde.
Die Burg Kunstadt ist erst für 1360 belegt. Nach 1408 gehörte Kunstadt dem Boček II. von Podiebrad († 1417). Er vererbte Kunstadt seinen Söhnen Boček und Viktorin. Über den letztgenannten kam es nach 1448 an dessen Sohn Georg von Podiebrad, der einen Umbau der Burg veranlasste.
Der letzte Besitzer der Herrschaft Kunstadt war Ludwig Zajímač, der dem Familienzweig von Kunstadt und Lichtenau angehörte. Von ihm erwarb es 1520 Wilhelm II. von Pernstein. Nach mehreren Besitzerwechseln fiel Kunstadt an Stephan Schmied von Freihofen, der nach 1620 auf der Burg Kunstadt Johann Amos Comenius beherbergte und der später wegen seines Bekenntnisses zum Calvinismus selbst ins Exil gehen musste.
1680 war Kunstadt im Besitz des österreichischen Adligen Johann Maximilian von Lamberg. Die letzten Besitzer waren ab 1901 die Coudenhove-Honrichs, die 1945 enteignet wurden. Seit 1889 entwickelte sich die Keramikherstellung, später siedelte sich auch die Maschinen- und Chemieindustrie an. Am 1. Juli 1994 wurde Kunštát zur Stadt erhoben.

## Gemeindegliederung
Die Stadt Kunštát besteht aus den Ortsteilen Hluboké u Kunštátu, Kunštát, Rudka, Sychotín, Touboř und Újezd, die zugleich auch Katastralbezirke bilden.

## Städtepartnerschaften
- Stari Grad, Kroatien

## Sehenswürdigkeiten
- Schloss Kunštát

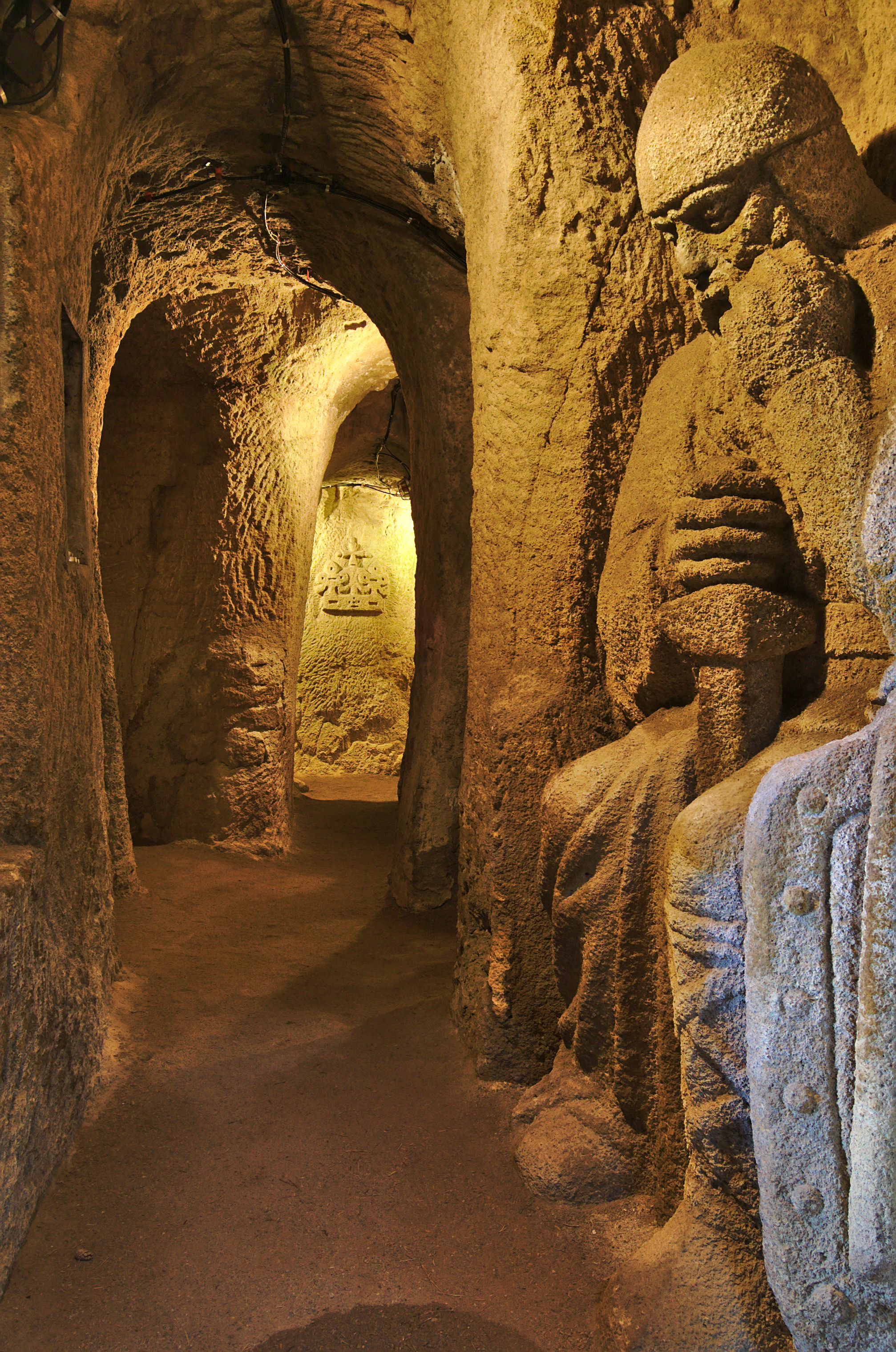
Ritterhöhle in Rudka

- Die dem Hl. Stanislaus geweihte Pfarrkirche wurde 1687 errichtet.
- Das Denkmal für Georg von Podiebrad auf dem Hauptplatz wurde 1885 aufgestellt.
- Im Ortsteil Rudka: vom Laienkünstler und Freizeit-Steinmetz Stanislav Rolínek (1902–1931) in den 1920er Jahren geschaffene unterirdische Sandsteinskulpturen der sagenhaften schlafenden Ritter vom Berg Blaník (tschechisch: jeskyně Blanických rytířů) und darüber vom Kunštáter Bürgermeister František Burian ebenfalls im Auftrag gegebener, gemauerter Aussichtsturm (tschechisch: Burianova rozhledna) auf dem nahen Berg Milenka (619 m/M.), erbaut 1929–1931 als Arbeitsbeschaffungsmaßnahme in der Weltwirtschaftskrise und als eine regionale touristische Attraktion.[5]
- Töpfermarkt: Am 3. Septemberwochenende findet rund um das Schloss alljährlich ein überregional bekannter großer Keramikmarkt statt.

## Söhne und Töchter der Stadt, sowie der Stadt verbundene Persönlichkeiten
- Ria Alldorf (1883–1966), österreichisch-deutsche Schauspielerin
- Rudolf Maria Hynek (1883–1952), tschechischer Arzt und Autor
- František Halas (1901–1949), tschechischer Dichter, Mitglied des Devětsil, war der Stadt verbunden und fand seine Grablege hier
- Ludvík Kundera (1920–2010), tschechischer Schriftsteller, lebte in der Stadt und fand dort seine Grabstätte